# 北京松堂斋民间雕刻博物馆
北京松堂斋民间雕刻博物馆(也称北京松堂斋博物馆或北京松堂博物馆)，是一家坐落于北京东城区的以收藏民间雕刻为主题的民营博物馆，由知名收藏家李松堂先生创办。
按照博物馆的介绍，“北京松堂斋博物馆”包括“北京最具特色四合院”、“三雕艺术博物馆”、“元青花博物馆”三部分。

## 馆址
- 中华人民共和国北京市东城区国子监街3号院。

## 馆史
2001年10月成立。
2001年11月正式开馆（一说2002年2月2日正式开放）。
2008年，博物馆搬迁至国子监街3号院。
北京松堂斋民间雕刻博物馆建馆之初，馆址设在北京市宣武区琉璃厂东街14号，琉璃厂东街14号原是明清两代时的中庸书局，民国时改名为谊民书店，两层，面积254平方米。据李松堂自述，此处是他家的私宅，他花了520万元人民币将其翻修为博物馆。博物馆票价10元。后来，一段时间内，李松堂的博物馆实行“观众自定票价”，即观众先参观，再付博物馆票款，票价由参观者自行决定。

## 藏品
李松堂爱好石雕等建筑构件，馆藏的石雕等物是他自己四处收集而得，来自中国多个省区，好多砖雕来自北京拆掉的四合院。
截止至2014年6月，该博物馆共收藏了自商周到清末的石雕、木雕、砖雕、民间建筑构件、装饰件和室内摆设、家具等3000多件文物。主要展品有宋墓砖雕“行孝图”、清道光年间制作的伦理透雕屏风、山西砖雕门楼、北京木雕门楼、江西石雕门楼等。
其中，有三件“镇馆之宝”：
1. “皇帝巡游图”的清代石雕梁，石雕梁长2.25米，宽0.35米，亭、台、楼、阁、花鸟、瑞兽点缀在60个栩栩如生的人物周围，鼓手、司仪、文武大臣清晰可见，完整记录了一次皇帝出巡的壮观场面；
2. 比圆明园十二兽首还要珍贵的一匹通体黑亮的御马，是用清代就已经开采完了的和田墨玉雕刻而成，当年镇守在圆明园皇帝的御书房前；
3. 有“中国门墩之王”之称的元朝宰相府门墩，门墩内侧为元代著名画家赵孟𫖯绘制的“胡人驯狮图”和“胡人饮狮图”，两幅图表现了元代蒙古统治者入主中原，对汉人恩威并施的政治方略。

## 争议
松堂斋博物馆还设有元青花馆。馆长李松堂称，他收藏了89件元青花瓷真品，这些瓷器均购自国外（包括欧洲、北美、西亚、日本等地），曾在加拿大温哥华展出，馆藏数量已超过土耳其的托卡比皇宫与伊朗德黑兰的国家博物馆。然而，通常的说法是：全球元青花存世量不足300件；土耳其托普卡比博物馆藏有40件青花瓷，位居世界第一；伊朗德黑兰国家博物馆收藏32件，排在世界第二；中国江西省高安市博物馆藏19件，列世界第三、中国第一。